# 公正党
公正党（トルコ語：Adalet Partisi, AP）は、トルコ共和国の中道右派政党。
1960年の軍事クーデターにより解党された民主党（Demokrat Parti）の後継政党として1961年に設立され、1960-70年代のトルコ政局では、中道左派の共和人民党と共に二大政党として議会を支配した。1980年の軍事クーデターにより解党。

## 沿革

### 1960年代
公正党の前身の民主党は、1960年5月27日の軍事クーデターにより解散処分にされた。民主党の全議員は、軍部によりマルマラ海上のヤッス島に集められ、裁判を受けることになった。前首相のアドナン・メンデレス、前経済相のハサン・ポラトカン、前外相のファティン・リュシュテュ・ゾルルが処刑されたほか、多くの党幹部が有罪判決を受け、民政移管まで身柄を拘束され続けた。
公正党は、民政移管後の旧民主党支持者の受け皿として、1961年2月11日に軍の承認のもとで設立された。党首には前参謀総長のラグプ・ギュミュシュパラが就任した。公正党は、1961年10月15日の総選挙では34.8%の票を獲得し、議会第一党の共和人民党と連立政権を樹立して、第8次イノニュ政権を樹立した。しかし、旧民主党議員の特赦をめぐる対立から、翌1962年には公正党は連立政権を離脱することになった。
党首ギュミュシュパラが1964年に死去すると、後任の党首には、民主党政権時代のダム建設事業での実績を買われた元国家水利庁長官のスュレイマン・デミレルが選出された。1965年に実施された総選挙では、公正党は52.9%の票を獲得。公正党は議会の単独過半数を制し、デミレルを首班とする政権を樹立した。公正党は1969年の総選挙にも勝利し、デミレルは、安定した政権基盤のもとで、1960年代後半に計3回の組閣を行った。
デミレル政権は、原材料、部品の輸入による輸入代替工業化を政策として進め、優遇税制、補助金交付などにより、民間部門の育成を行った。こうした政策は、財閥を中心とする大企業に多くの富をもたらしたが、地域間の経済格差を拡大させ、都市の貧民層を増大させる結果を生んだ。
公正党政権は、1970年の予算審議にて、新規課税に反対する与党議員から造反者を出して崩壊した。造反者の一部は、フェッルフ・ボズベイリを党首に民主党（Demokratik Parti）を設立し、政局流動化の発端となった。
デミレル政権は、こうした政局の混乱や、高水準で推移するインフレを収拾できず、また、同時期に激化した学生運動や労働争議などの左派系の社会運動に対して有効な施策を取れなかった。1971年3月12日、軍部は、こうした国政の混乱の責任を問う書簡を、大統領、上下院議長宛に送り、デミレル内閣は退陣に追い込まれることになった（「書簡クーデター」）。

### 1970年代
書簡クーデターの後、ニハト・エリムを首班とする超党派内閣が成立した。公正党は、求心力を失い、1973年の総選挙では、民主党や国民救済党などの右派政党に票を奪われ、得票率29.8%に凋落。議会第一党となった共和人民党と、イスラーム系政党の国民救済党による連立政権が成立し、公正党は政権政党から転落した。
しかし、キプロス危機後の政局混乱のため、共和人民党のエジェヴィト内閣が総辞職に追い込まれると、公正党は右派政党を糾合して、「民族主義者戦線（Milliyetçi Cephe）」を設立。公正党のほか、国民救済党、共和信頼党、民族主義者行動党が参加し、1975年に第4次デミレル内閣が成立した。
1977年の総選挙では、公正党は36.9%の票を獲得して、議会第二党となった。しかし、共和人民党、公正党のいずれも単独過半数を確保できず、少数与党政権となった共和人民党政権は僅か1ヶ月の短命に終わった。公正党は、右派政党による「第二次民族主義者戦線」を再結集し、議会多数派を確保。7月より、第5次デミレル政権が成立した。
しかし、公正党政権もまた造反者のため、僅か1年程度で退陣に追い込まれ、翌1978年1月には、再び共和人民党のエジェヴィトが政権を担当することになった。1979年11月には、中間選挙に敗北したエジェヴィトが辞職したため、デミレルが6回目の組閣を行うこととなった。
こうした不安定な政局は、キャスティング・ボートを握る国民救済党、民族主義者行動党などの宗教政党、極右政党の発言権を増大させた。また、頻繁な政権交代により、慢性化したインフレへの対処も後手に回り、経済状況も悪化の一途を辿った。こうした国政の行き詰まりを、政党政治の限界として捉えた軍部は、「書簡クーデター」以来10年ぶりに政治介入を決断し、1980年9月12日に軍事クーデターが敢行された。
クーデターにより与党公正党の他、全政党が解散処分となり、首相のデミレルも政治活動を禁止された。1983年の民政移管を受けて、公正党の支持層は、後継政党である正道党および、中道右派政党の祖国党に流れた。

## 総選挙での得票率、獲得議席数
公正党が参加した総選挙での得票率、獲得議席数は以下の通り。
| 年     | 党首                     | 得票数    | 得票率 | 獲得議席 |
| ------ | ------------------------ | --------- | ------ | -------- |
| 1961年 | ラグプ・ギュミュシュパラ | 3,527,435 | 34.8%  | 158      |
| 1965年 | スュレイマン・デミレル   | 4,921,235 | 52.9%  | 240      |
| 1969年 | スュレイマン・デミレル   | 4,229,712 | 46.6%  | 256      |
| 1973年 | スュレイマン・デミレル   | 3,197,897 | 29.8%  | 149      |
| 1977年 | スュレイマン・デミレル   | 5,468,202 | 36.9%  | 189      |

## 歴代党首
- ラグプ・ギュミュシュパラ（Ragıp Gümüşpala 在任1961年-1964年）
- スュレイマン・デミレル（Süleyman Demirel 在任1964年-1980年）